# Greenfield (Wielki Manchester)
Greenfield – wieś w Anglii, w hrabstwie ceremonialnym Wielki Manchester, w dystrykcie metropolitalnym Oldham. Leży 18 km na północny wschód od centrum miasta Manchester.